# شوگرل (فیلم)
شوگرل (انگلیسی: Show Girl) یک فیلم کمدی صامت به کارگردانی آلفرد سانتل است که در سال ۱۹۲۸ منتشر شد.

## بازیگران
- آلیس وایت
- دونالد رید
- چارلز دلینی
- جیمز فینلیسون
- ریچارد تاکر
- گون لی
- کیت پرایس
- لی موران
- فرانک هاگنی